# Hypoestes anisophylla
Hypoestes anisophylla är en akantusväxtart som beskrevs av Christian Gottfried Daniel Nees von Esenbeck. Hypoestes anisophylla ingår i släktet Hypoestes och familjen akantusväxter. Inga underarter finns listade i Catalogue of Life.